# Nemira
Nemira je predio grada Omiša u Splitsko-dalmatinskoj županiji. 

## Zemljopis
Nalazi se podno Omiške Dinare.